# Bethlehem Steel FC
A Betlehem Steel Football Club az amerikai labdarúgás egyik legsikeresebb korai képviselője. A csapatot 1907-ben alapította a Bethlehem Steel Hajógyár és rövid időn belül a kontinensnyi ország meghatározó együttesévé vált.

## Története
1904-ben a helyi acélgyár dolgozói baráti labdarúgó összecsapásokat rendeztek, melyeknek sikere előbb-utóbb egy együttes alapításához vezettek.

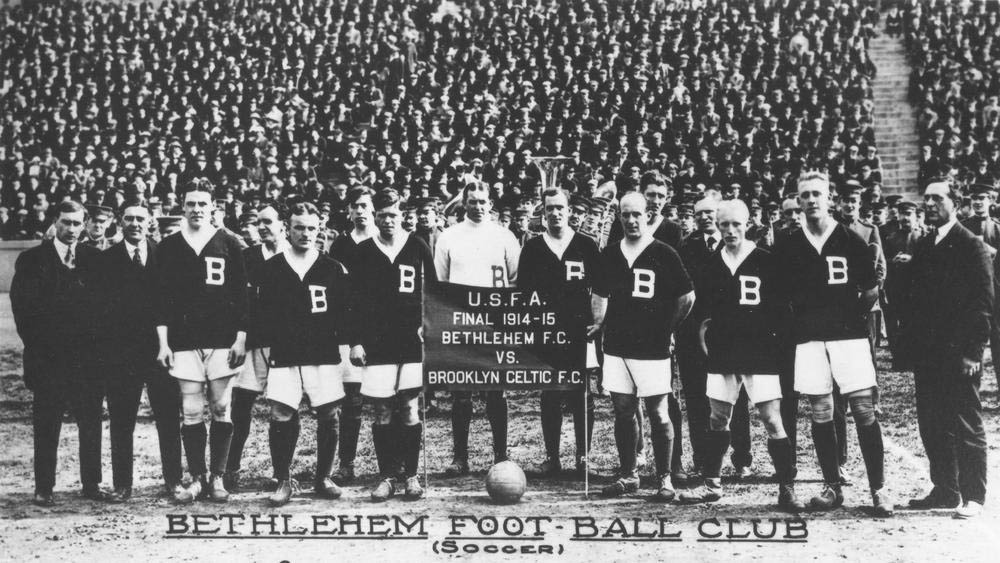
1914-ben a Brooklyn Celtic elleni mérkőzésen

1907. november 17-én már első hivatalos mérkőzésüket játszották a West Hudson ellen, aki akkor az ország legismertebb és legerősebb egyesületei közé tartozott. A 11-2 arányban elvesztett mérkőzés a lelkesedést nem törte meg. Előbb az első ülésekkel ellátott pálya készült el a főszponzor jóvoltából, majd 1914-ben a csapat tulajdonosa Charles Schwab már Angliából és Skóciából igazolt játékosokkal bővítette keretét. Az eredmény nem sokat váratott magára. 1915-ben beléptek a AAFBA amatőr bajnokságába és megszerezték a második alkalommal kiírt National Challenge Cup serlegét.
1917-től már a professzionális rendszerben működő NAFBL tagjai lettek. A klub eddigre már az egyik legerősebb csapatként volt számon tartva az Államokban, és egy Skandináv túrára is meghívást kaptak, de a sikerek ellenére a tulajdonos Philadelphiába költöztette a csapatot és új névvel (Philadelphia Field Club), 1921-ben belépett az ASL szervezetébe. A bajnokságot megnyerte a Philadelphia, de a hajógyár támogatásának hiánya a visszatérésre kényszerítette az együttest.
Visszatértek régi nevükhöz, de 1925-ben az Amerikai labdarúgó-szövetség bojkottálta a csapatot, így nem vehetett részt sem a bajnokságban, sem a kupa küzdelmekben. Egy esztendővel később, 1926-ban viszont megnyerték a bajnokságot és kupagyőzelmükkel már az ötödik trófea díszítette a klubszékházat.

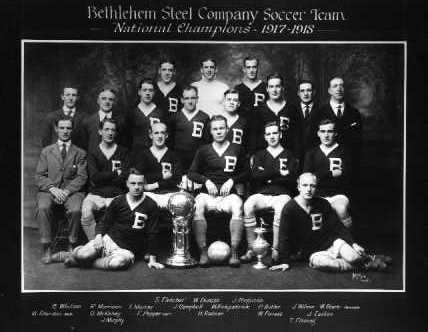
Az 1917-1918-as csapat

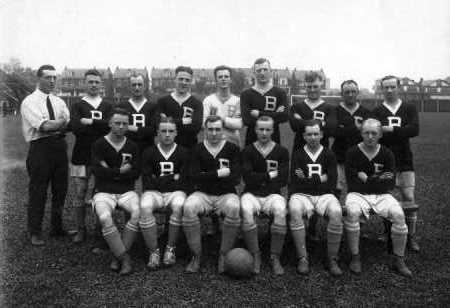
Az 1921-es bajnokcsapat tablója

1928-ban egy újabb bojkottot követően, elindultak a pontvadászatban, ami kizárást eredményezett. A csatározások az USSF-el és a világválság, pénzügyileg megtépázta a csapatot és 1930-ban megszűnt.

## Sikerei
- 9-szeres NAFBL/ASL bajnok: 1913, 1914, 1915, 1919, 1920, 1921, 1927, 1929, 1929 ősz
- 5-szörös National Challenge Cup győztes: 1915, 1916, 1918, 1919, 1926

## Híres játékosok

### 1915−1919
- A. Blakey
- D. Brown
- Paddy Butler
- J. Campbell
- Neil Clarke
- Edward Donaghy
- W. Duncan
- Jimmy Easton
- J. Ferguson
- Tommy Fleming
- S. Fletcher
- Ford
- W. Forrest
- J. Heminsley
- Kirkpatrick
- McDonald
- George McKelvey
- Miller
- Morrison
- T. Murray
- Fred Pepper
- Harry Ratican
- J. Robertson
- A. Stark
- G. Tintle
- J. Wilson

### 1924−1926
- Carson
- Berryman
- Allan
- Carnihan
- Jack Rattray
- McGregor
- Jaap
- Granger
- Rollo
- Goldie
- A félkövérrel jegyzett játékosok szerepeltek a Skandináv túrán

## Menedzserek
- Harry Trend: (1909)
- Carpenter: (1913)
- Tom Cahill: (-1919)
- William Sheridan: (-1924)
- Jimmy Easton: (1924–)
- William Sheridan: (1930)